# SN 2014J
SN 2014J, PSN J09554214+6940260, var en supernova i Cigarrgalaxen (Messier 82), ungefär 11,5 miljoner ljusår från jorden.  Det var den närmsta supernovan av typ I på 42 år, sedan upptäckten av SN 1972E.
Den upptäcktes av Stephen Fossey vid University College London Observatory den 21 januari 2014 och hade då magnitud, 11,7. Sin högsta ljusstyrka nådde supernovan den i början av februari 2014, med en magnitud av 10,1-10,5.